# Tarcsay Béla

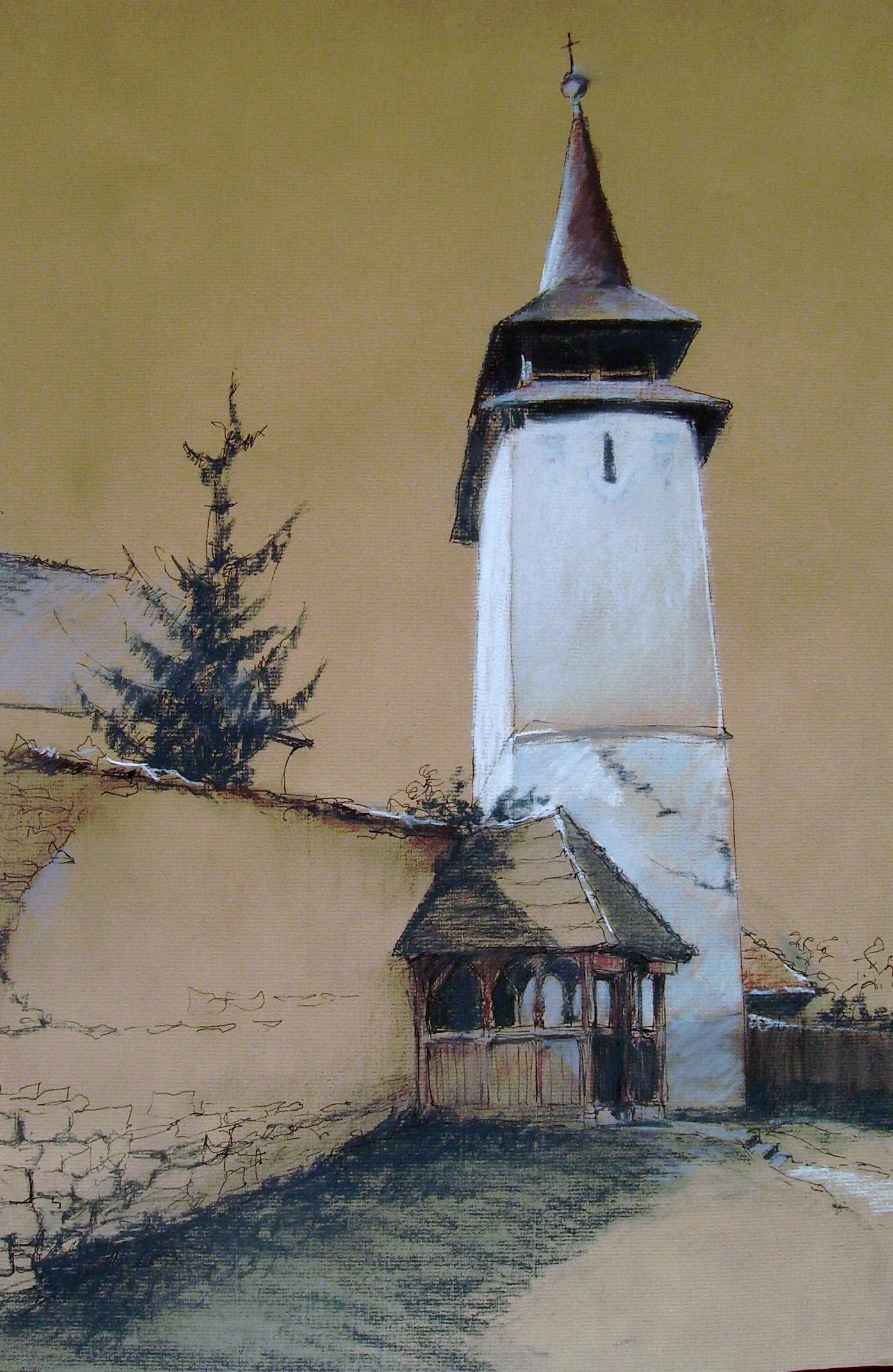
Torjai templomtorony

Tarcsay Béla (Nagykanizsa, 1952. október 13. –) magyar festő, grafikus.

## Élete
1995-től kezdett el foglalkozni a képzőművészettel. Első önálló kiállításával szülővárosában Nagykanizsán jelentkezett 1996-ban. A siker felbátorította és az olajfestés mellett grafikával és pasztell technikával is próbálkozott. Képein a természet szeretete tükröződik.
Termékenységére jellemző, hogy az első kiállítását követően szinte minden évben jelentkezik egy-egy hazai bemutatóval.
Képzőművészeti tudását autodidakta módon szerezte. Rendszeres résztvevője a tokaji, a balatoni és erdélyi alkotó táboroknak.
Képei állandó bemutató helye a szegedi Roosevelt téri Halászcsárda és a Fehértói Halászcsárda panziója.

## Önálló kiállításai
- 1995 Letenye, Fáklya Művelődési Központ
- 1995 Budapest, Békásmegyeri Közösségi Ház
- 1995 Nagykanizsa, Erkel Ferenc Olajipari Művelődési Ház
- 1996 Zalakaros, Általános Iskola
- 1996 Pécs, Gyöngyszem Galéria
- 1996 Budapest, Rátkai Márton Klub
- 1997 Hévíz, Galéria
- 1999 Nagykanizsa, Vasútállomás Kultúr váróterem
- 2002 Szeged, MÉH Zrt. Galériája
- 2008 Nagykanizsa, Hevesi Sándor Általános Iskola
- 2008 Szeged, Alsóvárosi Kultúrház
- 2011 Nagykanizsa, Hevesi Sándor Általános Iskola

## Csoportos kiállításai
- 1999 Egry József Galéria
- 1999 Szeged, MÉH Zrt. Galéria
- 2008 Párizs, Nemzetközi vasutas képzőművészeti kiállítás
- 2010 Gufa,  Indiai nemzeti kortárs művészet 2010. kiállítás
- 2012 Sarnen, Svájc, 29. Nemzetközi művészeti kiállítás Landenberg